# Sphingoderus
Sphingoderus is een geslacht van rechtvleugeligen uit de familie veldsprinkhanen (Acrididae). De wetenschappelijke naam van dit geslacht is voor het eerst geldig gepubliceerd in 1950 door Bey-Bienko.

## Soorten
Het geslacht Sphingoderus omvat de volgende soorten:
- Sphingoderus angustus Descamps, 1967
- Sphingoderus carinatus Saussure, 1888